# Fosfatază
Fosfatazele sunt o subclasă de enzime din clasa hidrolazelor care catalizează reacția de hidroliză a monoesterilor acidului fosforic la anion fosfat și funcție alcoolică. Sunt enzime absolut esențiale pentru multe funcții biologice, din moment ce procesele de fosforilare și defosforilare au roluri diverse în reglarea și semnalizarea celulară. În timp ce fosfatazele elimină grupe fosfat din moleculele biologice, kinazele catalizează transferul grupelor fosfat pe molecule, din adenozintrifosfat. Cele două clase, kinazele și fosfatazele, lucrează pentru a realiza modificările post-translaționale, esențiale pentru reglarea metabolismului celular.

## Procese metabolice
La modul general, fosfatazele catalizează reacția de hidroliză a fosfomonoesterilor, eliminând o grupă fosfat din molecula substratului. La reacție participă și molecula de apă, din care o grupă hidroxil (-OH) se atașează la ionul fosfat, iar protonul (H+) se leagă formând grupa hidroxil pe substrat. Per total, hidroliza fosfomonoesterilor duce la formarea de ion fosfat și o grupă hidroxil: